# Phoebe Holcroft Watson

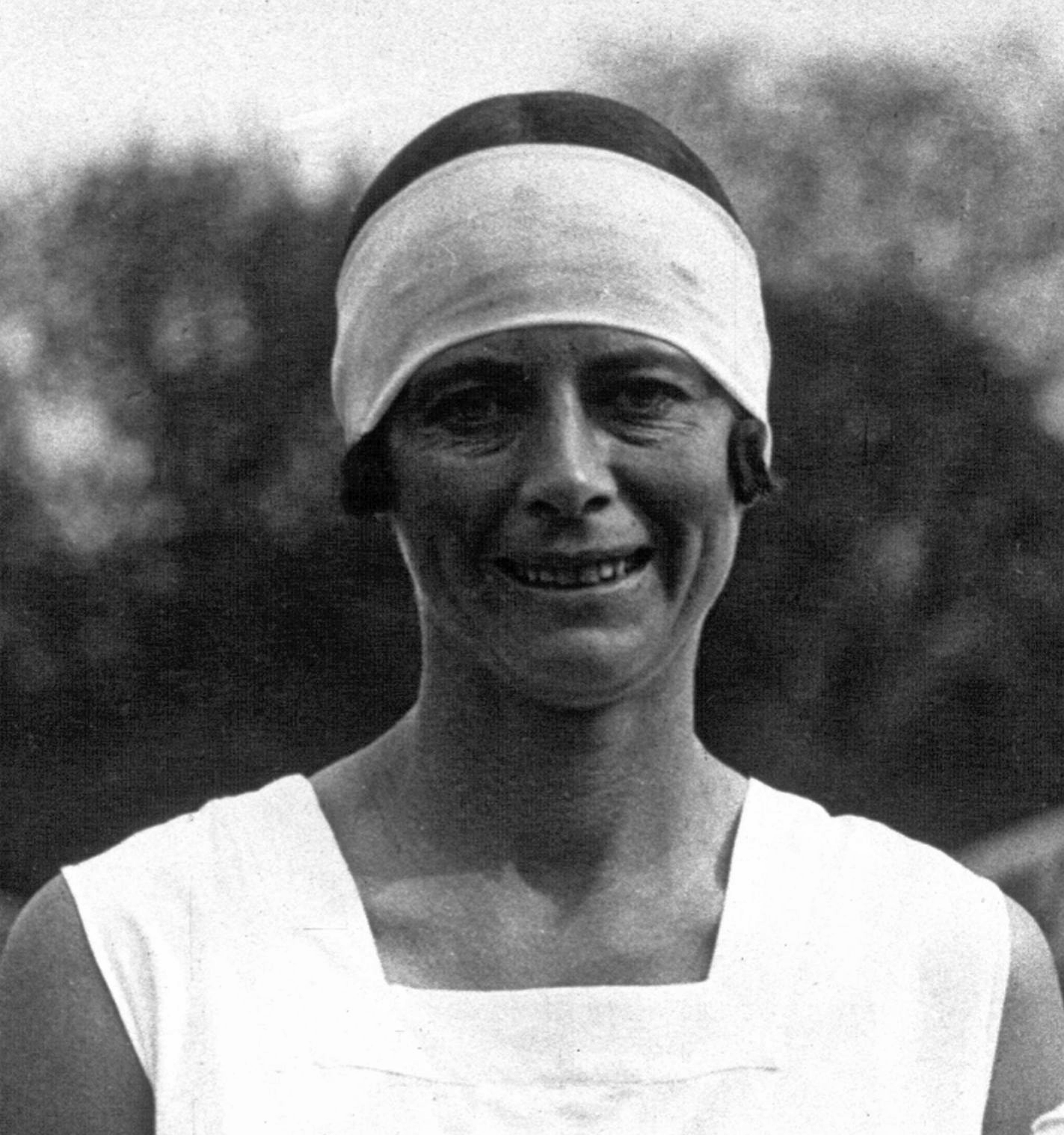
Phoebe Holcroft Watson

Phoebe Holcroft Watson (* 7. Oktober 1898; † 20. Oktober 1980) war eine britische Tennisspielerin. 

## Karriere
Watson gewann in ihrer Karriere vier Grand-Slam-Titel im Damendoppel. 1928 war sie bei den französischen Meisterschaften (heute French Open) und in Wimbledon erfolgreich. Ihren ersten Titel gewann sie mit der Britin Eileen Bennett in Paris und den zweiten mit Peggy Saunders. Ähnlich erfolgreich verlief das Jahr 1929; nach der Titelverteidigung in Wimbledon (mit Peggy Saunders) folgte der Triumph bei den US-amerikanischen Tennismeisterschaften mit ihrer Landsfrau Peggy Michell. Im selben Jahr erreichte Watson das Finale der Einzelkonkurrenz in New York, sie verlor die Partie gegen Helen Wills Moody mit 4:6, 2:6.